# Jay Lelliott
Jay Lelliott (Dorchester, 1 de febrero de 1995) es un deportista británico que compitió en natación. Ganó una medalla de bronce en el Campeonato Europeo de Natación de 2014, en la prueba de 400 m libre.

## Palmarés internacional
| Campeonato Europeo | Campeonato Europeo | Campeonato Europeo | Campeonato Europeo |
| Año                | Lugar              | Medalla            | Prueba             |
| ------------------ | ------------------ | ------------------ | ------------------ |
| 2014               | Berlín (Alemania)  | Medalla de bronce  | 400 m libre        |